# Thienemannia gracei
Thienemannia gracei är en tvåvingeart som först beskrevs av Edwards 1929.  Thienemannia gracei ingår i släktet Thienemannia och familjen fjädermyggor. Inga underarter finns listade i Catalogue of Life.